# Popírání klimatické změny

Kampaně popíračů změny klimatu vykreslují vědce jako ty, kteří se na globálním oteplování neshodnou,[1] ale soubory dat od různých vědeckých organizací vykazují párové korelace souborů dat 1850+/1880+ přesahující 99,1 %.

Popírání klimatických změn nebo popírání globálního oteplování jsou součástí sporů o globálním oteplování. Za popírání je označováno jak přímé popírání, odmítání či neopodstatněné pochybnosti, která jsou v rozporu s vědeckým stanoviskem o změně klimatu; pod termín popírání jsou zahrnovány i popírání rozsahu, v němž jsou změny způsobeny lidmi, jejich dopady na přírodu a lidskou společnost nebo potenciál přizpůsobení se globálnímu oteplování lidskými činnostmi. Někteří představitelé popírání vědeckého konsenzu o změně klimatu souhlasí s termínem „popírání klimatické změny“, jiní se sami označují za „skeptiky“. Různí vědci označili „klimatický skepticismus“ jako zavádějící termín pro označení popírání antropogenního globální oteplování. Odmítání změny klimatu může být také implicitní, když jednotlivci nebo sociální skupiny přijmou vědu, ale nedokáží se s ní vyrovnat nebo ji akceptovat. Několik společenskovědních studií analyzovalo tyto pozice jako formy popíračství a pseudovědy.
Různé studie ukázaly, jakým způsobem jsou vedeny kampaně, které podkopávají důvěru veřejnosti v klimatické vědy – literatura je popisuje jako "popírací stroj" organizovaný průmyslovými, politickými a ideologickými zájmy a podporovaný konzervativními médii a "skeptickými" blogery, kteří vyrábějí nejistotu ohledně globálního oteplování. Ve veřejné diskusi byly fráze jako "klimatický skepticismus" často používány se stejným významem jako "klimatické popíračství". Např. redakce deníku Guardian vydala závazné instrukce pro své redaktory, že napříště mají místo výrazu "klimatický skeptik" používat výraz "popírač klimatických změn".
Místo, aby byl výraz skepse používán pro postupy, splňující společné standardy vědecké skepse, je používán pro jakékoliv pochyby o globálního oteplování bez ohledu na jejich vědecký základ.

## Rozpory mezi vědeckými zjištěními a názory veřejnosti
Ačkoliv se zjištěními IPCC souhlasí drtivá většina vědců v oboru, existuje část vědců mimo klimatologii, politiků a veřejnosti, kteří nesouhlasí s tezí IPCC, že by byla většina oteplení posledních 50 let způsobena lidskou činností. Vlivný průzkum, publikovaný v roce 2013, ukázal na vědeckém poli souhlas s tvrzením, že globální oteplování je způsobeno člověkem u drtivé většiny (97 %) vědců v oboru (k této studii existují kritické připomínky, které ukazují nižší shodu při zapojení nepublikujících a odborníků jiných oborů), studie z roku 2016 ukazuje, že pouze 4 ze 69 406 autorů vědeckých článků nesouhlasilo s antropogenními příčinami globálního oteplování a ve stejném roce vyšla studie, shrnující předešlé studie konsenzu, která došla také k podobným výsledkům.
Velká část veřejnosti,je přesvědčena o tom, že názor vědců je nejednoznačný – např. v USA si to myslí 57 % lidí. Ovšem zmiňovaná studie z roku 2013 je kritizována za špatnou metodologii a některé studie mezi odborníky nedosahují ani 50 % konsenzu. Také označování za popírače je některými kritizováno pro nekorektnost ve srovnání s popíráním holokaustu.

## Kdo ovlivňuje klimatickou politiku a názory veřejnosti?
Názory veřejnosti a na antropogenní příčiny globálního oteplování a především klimatickou politiku se snaží ovlivňovat různé zájmové a lobbistické skupiny. Například A. Michaelowa identifikovala ve své studii následující hlavní zájmové skupiny:
- politici,
- voliči,
- lobby znečišťovatelů,
- lobby snižovatelů,
- environmentální nevládní organizace,
- úředníci,
- vědci.

S ohledem na komplexnost problematiky a především díky nejistotám, především v odhadech makro- i mikroekonomických důsledků globálního oteplování dovoluje situace různým zájmovým skupinám zaujímat různé pozice, aniž by tím byly zásadně diskreditovány. Navíc tyto pozice mohou být různé od místní regionální po národní a nadnárodní úroveň.

### Politici
Politici mají tendenci přijímat jednoduchá, viditelná opatření, která pochopí voliči bez další potřeby vysvětlování i když tato opatření mohou být nákladná a často i na úkor budoucnosti, či jiných států. Opatření jsou většinou dělána tak, že jsou financována co nejširším okruhem plátců, např. emisní daň dopadá v mnoha státech pouze na domácnosti. S ohledem na to, že viditelnost této daně je pro domácnosti nízká, také jejich odpor je malý.

### Voliči
Voliči se začínají zajímat o problémy globálního oteplování, pokud jsou vyřešeny zásadní lokální environmentální problémy a pokud se dobře vyvíjí ekonomická situace. Existuje korelace mezi příjmy a zájmem o klimatickou politiku. Obecně mají voliči averzi k takovým opatřením, která jsou nákladná a přitom nemají jasný výsledek, což dává široké pole pro působení lobbistických skupin. Například lobby amerických znečišťovatelů věnovala 13 mil. USD na akce proti Kjótskému protokolu a hlavním argumentem bylo, že tento protokol ohrozí 1,5 mil. pracovních míst.

### Znečišťovatelé
Znečišťovatelé, tedy ta část průmyslové lobby, která může mít ztráty z opatření proti globálnímu oteplování, se snaží snížit náklady na klimatická opatření na co nejnižší úroveň. Prosazují proto především dotace a administrativní povolení, vystupují naopak proti daním či obchodovatelným povolením (emisní povolenky). Lobby znečišťovatelů využívají hojně také internet, mají velmi často weby, které často nazývají zavádějícími jmény (např. Globální klimatická koalice) a vytváří vlastní výzkumné ústavy, často také kromě vlastních vědců financují i popírače změny klimatu, kteří se sami označují za tzv. "klimaskeptiky". Důležitým spolupracovníkem této lobby jsou také odborové organizace, především z energetické oblasti. Podobnou roli, jako znečišťovatelé hrají také některé konzervativní think tanky, prosazujícími volný trh. Tyto lobbistické skupiny používají velmi často metodu popírání klimatické změny – sérii organizovaných pokusu o bagatelizaci, popření či zrušení vědeckého konsenzu o rozsahu globálního oteplování, o jeho významu a antropogenních příčinách těchto změn. Typicky mají tyto diskuse rétorickou formu řádné vědecké debaty, ačkoliv ve skutečnosti v nich nejsou dodržovány principy této debaty. Někteří komentátoři popisují popírání klimatické změny jako formu popíračství.
Peter Christoff, napsal v roce 2007 ve své knize "Věk", že popírání klimatické změny se liší od vědeckého skepticismu, který je nezbytný pro dobrou vědu. Napsal: "Téměř dvě desetiletí poté, co se téma globálního oteplování dostalo do centra globálního zájmu, je debata o změně klimatu u konce. V současnosti již nejsou žádní věrohodní vědečtí skeptici, kteří by napadali základní vědeckou teorii či obecné rámce změny klimatu". Vztah mezi popíráním klimatické změny, financovaným průmyslem, a změnami skepse veřejnosti ke klimatickým změnám lze porovnat s předchozími snahami tabákového průmyslu podkopat vědecké důkazy o nebezpečí pasivního kouření. Kromě soukromých průmyslových skupin můžeme popírání klimatické změny také často pozorovat u volených zastupitelů.
Někteří komentátoři kritizovali použití označení "popírání klimatické změny" jako pokus o delegitimizaci skeptických názorů a označili ho za nemorální. Mnozí autoři, včetně některých vědců tvrdí, že různé konzervativní think tanky, korporace a obchodní skupiny se zabývají úmyslným popírání vědy o změně klimatu již od roku 1990 a někteří, včetně Národního centra pro vědecké vzdělání USA požadují, aby popírání klimatické změny bylo označeno jako pseudověda.

### Snižovatelé
Snižovatelé, tedy ta část průmyslové lobby, která zastupuje firmy, které mají prospěch z opatření na snižování emisí skleníkových plynů vidí naopak své šance v prosazování klimatických politik. Jejich lobbistické skupiny jsou zatím malé, ale mají často úspěch, mediálně velmi známá je kauza podpory výroby elektřiny z obnovitelných zdrojů v České republice. Ve prospěch klimatické politiky také lobbují také zajišťovny, které dokonce koordinují své aktivity s nevládními organizacemi. Změny v chování lze ale také pozorovat u velkých evropských petrochemických firem jako jsou BP, Shell, nebo Elf, které začaly vidět svou budoucnost v oblasti obnovitelných zdrojů, opustili Globální klimatickou koalici a vstoupily naopak do asociací obnovitelných zdrojů.

### Nevládní organizace
Nevládní organizace (NGO) nejsou většinou zaměřeny výhradně na klimatickou politiku, ta je jen jedna z mnoha oblastí, kterými se zabývají. Pro zlepšení účinnosti často NGO tvoří koalice. V prvních obdobích byly kampaně NGO úspěšné, protože lobby znečišťovatelů nebyly doposud zkonsolidované a tak se NGO povedlo prosadit například "Torontský" cíl 20% snížení emisí do roku 2005. NGO často úzce spolupracují s vědci z oboru. V rámci mezinárodních jednání hrají skupiny NGO, spolu s lobbistickými skupinami znečišťovatelů důležitou roli, protože mají přímý přístup k jednáním.

### Úředníci
Úředníci dávají přednost takovým nástrojům, které umožňují oddělená rozhodnutí, mohou být vyjednávány a jsou založeny na speciálních informačních potřebách. To jim dovoluje zvedat rozpočty a hrát důležitou roli v implementaci.

### Vědci
Vědci ve státních univerzitách a vědeckých ústavech mohou mít podobné přístupy jako úředníci; nemají snahu zaujímat extrémní pozice, protože by to mohlo ohrozit jejich rozpočty. V privátně financovaných vědeckých systémech, jako v USA, jsou extrémní vědecké pozice atraktivnější, protože mohou pomoci získat financování od různých lobby. Mezinárodní panel IPCC lze považovat za dobře organizovanou mezinárodní skupinu vědců.

## Problémy financování
Podle S. Goldbergové podpořily lobby znečišťovatelů prostřednictvím jediné organizace v letech 2002 a 2010 tajně částkou cca 120 miliónů USD více než 100 organizací, které podporují pochybnosti o vědeckých závěrech o příčinách klimatické změny.
Kritici antropogenních příčin globálního oteplování často poukazují na to, že lobby podporující klimatické politiky jsou podporovány z veřejných financí.

## Metody přesvědčování, používané jednotlivými lobbistickými skupinami
Na studii dvou organizací, jedné podporující klimatické politiky a druhé bojující proti ní ukázali Knight a Greensberg, že obě strany sporu snaží zpochybňovat protistranu v 5 základních oblastech:
- korektnost tvrzení,
- morální charakter,
- kvalifikace a kompetence,
- sociální zapojení,
- motivace

Studie ukazuje, že obě strany sporu používají zpochybňování ve všech pěti oblastech, důraz na jednotlivé oblasti je však rozdílný.

### Používaný slovník

#### Skepticismus
Slovo skepticismus pochází z řečtiny a znamená "pochybuji". Ve svém původním významu slovo skeptik naznačuje, že dotyčná osoba nedospěla dosud ke konečnému rozhodnutí, že stále pochybuje. Například Oxfordský anglický slovník definuje skeptika jako "hledače pravdy; tazatele, který dosud nedospěl k definitivním závěrům." Čestní skeptici mají ve vědě nepostradatelnou úlohu, protože vědci musí s novými poznatky zacházet pečlivé a opatrně, než vyvodí nové závěry, musí zajistit, aby nové tvrzení bylo plně opodstatněné. Pokud jsou však důkazy dostatečné, skutečný skeptik je přijme. Toto ale není případ tzv. "klimatických skeptiků - zde se nejedná o pochybovače, ale spíše dogmatiky, kteří už zastávají neměnný názor a jsou odhodláni za něj bojovat všemi prostředky.